# Gabriel Cisneros
Gabriel Cisneros Laborda (Tarazona, 14 de agosto de 1940-Murcia, 27 de julio de 2007) fue un político y jurista español, conocido por ser uno de los llamados «padres de la Constitución».

## Biografía

### Dictadura franquista
Nacido en la localidad zaragozana de Tarazona, se licenció y doctoró en Derecho; además cursó estudios de Ciencias Políticas y Periodismo. Aprobó las oposiciones al Cuerpo General Técnico de la Administración Civil del Estado.
Comenzó muy joven, a los 24 años, su carrera en la administración del Estado, como jefe de sección del Gabinete Técnico del Ministerio de Trabajo (1964-1968) y Delegado Nacional de la Juventud (1969-1972), labor que compatibilizó esos años con la de columnista del diario Pueblo. 
En octubre de 1971 entró en las Cortes franquistas al ser elegido consejero nacional por la provincia de Soria.
En 1973 redactó el discurso del presidente del Gobierno Carlos Arias Navarro del llamado espíritu del 12 de febrero.
Fue director general de Asistencia Social en el Ministerio de la Gobernación, durante 1976 y parte de 1977, hasta que presentó su dimisión para poder participar en las primeras elecciones democráticas como candidato de UCD, partido en el que se integra como miembro del sector de los llamados azules (jóvenes reformistas procedentes del franquismo, como Rodolfo Martín Villa).

### Transición
Fue uno de los siete ponentes de la Constitución, al formar parte junto con Manuel Fraga, Jordi Solé Tura, Gregorio Peces-Barba, Miquel Roca, Miguel Herrero y Rodríguez de Miñón y José Pedro Pérez-Llorca de la ponencia que redactó la misma.
Fue diputado en el grupo centrista desde 1977 hasta 1986. Fue víctima de un intento de secuestro en 1979 por un comando de ETA en Madrid, del que escapó milagrosamente a pesar de recibir un impacto de bala, resultando herido de gravedad en el estómago y en la pierna izquierda.
Cisneros ocupó además los cargos de vicepresidente tercero del Congreso, secretario general de Relaciones con las Cortes y, posteriormente, de secretario de Estado de Relaciones con las Cortes, y fue diputado nuevamente en las elecciones de 1982.

### Vuelta a la política
Tras abandonar temporalmente la política, en 1988 se reincorporó a esta actividad en las filas del Partido Liberal de José Antonio Segurado y un año después abogó activamente por la integración de esta formación en el Partido Popular. 
En 1989 ingresó en el Partido Popular, y mantuvo su condición de Diputado al Congreso. Desde 1990 formó parte de la Ejecutiva del PP y fue reelegido diputado en los comicios de 1989, 1993, 1996, 2000 y 2004.

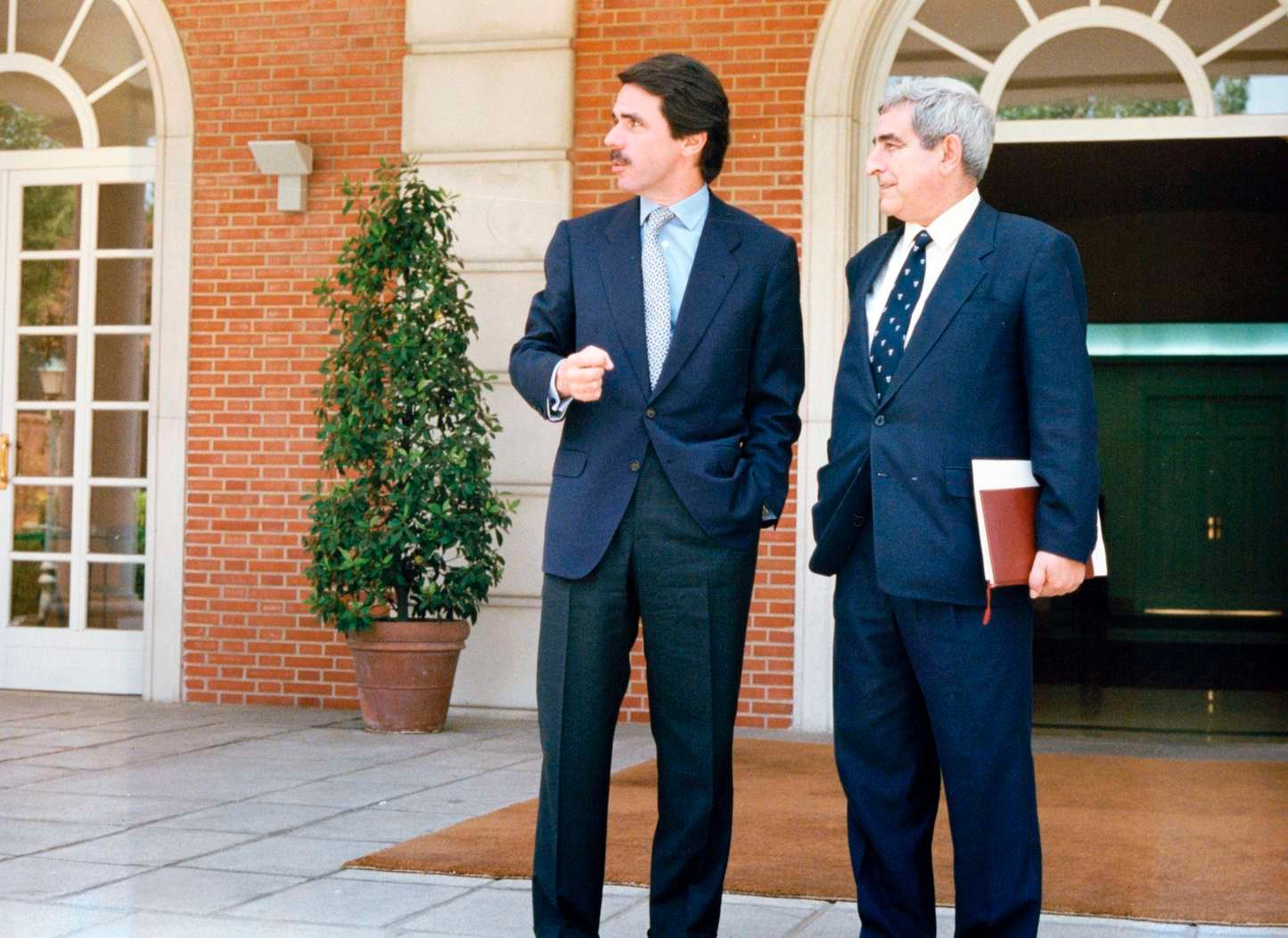
Fotografiado en 1996 junto con José María Aznar en el palacio de la Moncloa.

Reelegido diputado por Burgos en los comicios de 1993, 1996 y por Zaragoza en el año 2000, en mayo de 1996 fue elegido secretario general del Grupo Popular en el Congreso, cargo que mantuvo durante dos legislaturas. El 7 de febrero de 2002 fue designado, junto con el socialista Josep Borrell, representante del Parlamento español en la Convención para la Reforma Institucional de la UE y formó parte de la Comisión redactora del proyecto de Declaración de los Derechos Humanos de la Unión Europea.
Un año más tarde, el 7 de octubre de 2003 firmó, junto a los otros seis ponentes de la Constitución la denominada "Declaración de Gredos", en apoyo de la Carta Magna. 
Fue reelegido diputado popular el 14 de marzo de 2004, el 2 de abril y desempeñó el cargo de vicepresidente tercero de la Mesa del Congreso en la VIII Legislatura.
Además de ser patrono de la Fundación para el Análisis y los Estudios Sociales (FAES), estaba en posesión de la Gran Cruz de la Orden del Mérito Civil, la Gran Placa de Honor y Mérito de la Cruz Roja Internacional y la Orden del Mérito Constitucional, además de la Gran Cruz de la Orden del Dos de Mayo de la Comunidad de Madrid a título póstumo, entre otros galardones.
Enfermo de cáncer, el día 2 de noviembre de 2006 sufrió un desvanecimiento en el Congreso de los Diputados, causado por complicaciones propias de la enfermedad que sufría. Falleció en Murcia, acompañado de sus tres hijos, el 27 de julio de 2007. Con motivo de su muerte, el futuro presidente del Gobierno, Mariano Rajoy, como homenaje a su labor como Padre de la Constitución, dijo: La Constitución sigue ahí; Gabriel Cisneros, por tanto, sigue con nosotros.